# Norman Dello Joio
Norman Dello Joio pseudonimo di Nicodemo DeGioio (New York, 24 gennaio 1913 – New York, 24 luglio 2008) è stato un compositore e pianista statunitense, di origine italiana.

## Biografia
Nacque in una famiglia di immigrati italiani. 
Suo padre era organista, pianista e insegnante di canto.
Ha iniziato la sua carriera musicale all'età di quattordici anni come organista e successivamente come direttore di coro presso la Star of the Sea Church a New York.
Ha studiato musica con suo suocero, Pietro Alessandro Yon (organo), che era l'organista della Cattedrale di San Patrizio, e composizione con Hindemith.
Nel 1939, ha ricevuto una borsa di studio alla Juilliard School, dove ha studiato composizione con Bernard Wagenaar.
Ha vinto per due volte la borsa di studio Guggenhelm.
Mentre era studente, lavorò come organista alla Saint Anne Church.
Come compositore ha realizzato varie opere, come i balletti Prairie (1942), Duke al Sacramento (1942), On Staoe! (1945), Wildernes Stair (1948), Concertino per pianoforte e orchestra, musiche da camera, per piano e corali. 
Realizzò numerosi balletti per la ballerina Martha Graham, tra i quali Diversion of Angels and Seraphic Dialogue.
Nel 1946 Fritz Reiner diresse la prima esecuzione assoluta della sua composizione Concert Music, nella Carnegie Music Hall di Pittsburgh.
Dello Joio fu un compositore prolifico in una grande varietà di generi, ma è forse meglio conosciuto per la sua musica corale; una delle sue opere più famose è la sua Fantasies su un tema di Haydn, che è stata composta per il Michigan State University Wind Ensemble.
Vinse il Premio Pulitzer per la musica del 1957 per le sue Meditations on Ecclesiastes; le sue Variations, Chaconne and Finale vinsero il New York Critics Circle Award nel 1948.
Nel 1965, Dello Joio ricevette l'Emmy Award per la colonna sonora dello speciale televisivo trasmesso dalla NBC intitolato The Louvre (1964).
Ha insegnato al Sarah Lawrence College, dal 1944 al 1950, e al Mannes College of Music. Ha anche lavorato come professore e preside al College of Fine Arts della Università di Boston. 
È morto nel sonno il 24 luglio 2008 nella sua casa a East Hampton, New York.

## Opere principali
- Ballad of Thomas Jefferson, voce, 1937;
- Mill Doors,  voce e piano, 1939;
- Suite, piano, 1940;
- Magnificat, orchestra, 1942;
- Prelude to a Young Dancer, piano, 1943;
- Prelude to a Young Musician, piano, 1943;
- Sonata No. 1, piano, 1943;
- Sonata No. 2, piano, 1943;
- Concerto, arpa e orchestra, 1945;
- The Assassination,  voce e piano, 1947;
- Lament, voce e piano, 1947;
- Diversion of Angels, balletto, 1949;
- Variations and Capriccio,  violino e piano, 1948;
- Concertante, clarinetto e orchestra, 1949;
- The Triumph of Joan, opera in tre atti, 1950;
- The Ruby, opera in un atto, 1953;
- The Lamentation of Saul,  baritono, flauto, oboe, clarinetto, viola e piano, 1954;
- The Trial at Rouen, opera in due atti, 1955;
- The Triumph of Saint Joan, opera in due atti, 1958;
- Three Songs of Adieu,  voce e piano, 1962;
- The Louvre, colonna sonora televisiva, 1964;
- Homage to Haydn, orchestra, 1969;
- Colonial Variants, orchestra, 1976;
- Nativity for Soloists, coro e Orchestra, 1987;
- Simple Sketches, piano, 2001;
- Passing Strangers, coro, 2003.